# Organ (Film)
Organ (japanisch オルガン Orugan) ist ein japanischer Horrorfilm von 1996. Der experimentelle Film ist das Regiedebüt von Kei Fujiwara, die auch selbst eine der Hauptrollen spielt.

## Handlung
1996: Rivalisierende Gangs von Organhändlern beherrschen nachts die Straßen von Tokyo. Die beiden Undercoverpolizisten Numata und Tosaka sind einer der Gangs auf der Spur. Die Verbrecherbande wird von dem Biologielehrer Saeki und seiner einäugigen Schwester Yōko geleitet. Während Tosaka gefangen genommen wird, kann Numata dem Feuergefecht entkommen. Allerdings wird er danach aus dem Polizeidienst suspendiert. Er kehrte daraufhin zum Tatort zurück, um sich an den Ablauf des schrecklichen Geschehnisses zu erinnern, wo ihm zufällig der Zwillingsbruder von Tosaka begegnet. Die Organhändler beauftragen eine Gruppe von Untergebenen, seine Frau zu vergewaltigen. Dadurch obdachlos geworden, versucht Numata auf eigene Faust zu ermitteln. Getrennt von ihm sucht auch der besagte Zwillingsbruder von Tosaka nach den Organhändlern.
Saeki versteckt sich in seiner Schule, wo er einen Raum eingerichtet hat und dort Tosaka, der nur noch aus einem Torso besteht, am Leben hält. Doch auch Saeki wurde verletzt, behandelt seine eiternde Bauchwunde selbst und pumpt sich mit Drogen voll. Währenddessen versucht Yōko die Organisation aufrechtzuerhalten. Bei einer Verfolgung wird Tosakas Zwillingsbruder schwer verletzt und gerät wenig später in die Hand der Gangster.
Numata und Tosakas Bruder stellen sich zum Showdown. Es gelingt den beiden, die Organisation zu überwältigen und Tosaka zu befreien, der nun im Koma vor sich hin vegetiert. Sein Bruder wird von Saeki und Yōko umgebracht. Die beiden Anführer des Organhandels können entkommen.

## Hintergrund
Organ von Kei Fujiwara ist ein Body-Horror-Film im Stile von David Cronenbergs Frühwerken. Dieses Subgenre war insbesondere in den 1980er Jahren in Japan beliebt. Fujiwara selbst konnte einschlägige Erfahrungen am Set des Films Tetsuo: The Iron Man gewinnen, wo sie als Assistant Director tätig war. Eine durchgängige Handlung ist nicht gegeben, stattdessen werden einzelne gewalttätige Elemente in Form von Splatter- und Goreeffekten aneinandergereiht und Teile der Geschichte werden in offensichtlichen (s/w) und weniger offensichtlichen Rückblenden erzählt.
Auch an die härteren Werke von Takashi Miike fühlten sich manche Kritiker erinnert.

## Veröffentlichung
Der Film lief im Rahmen des Fantasy Filmfest 1999 das erste Mal im deutschsprachigen Raum. Eine offizielle deutsche Veröffentlichung ist nicht erhältlich. Das Label Shock Entertainment veröffentlichte 2006 eine DVD des Films für den österreichischen Markt.
Das amerikanische Kultlabel Synapse films veröffentlichte Organ am 2. Mai 2000 als Teil der „The Asian Cult Cinema Collection“ auf DVD. 2005 folgte eine weitere Veröffentlichung als Box-Set zusammen mit Evil Dead Trap, Entrails of a Virgin und Entrails of a Beautiful Woman.

## Kritiken
Die allgemeine Filmkritik beachtete Organ kaum. In Genrepublikationen wurde der Film gemischt aufgenommen. Positiv zu erwähnen sei vor allem die visuelle Komponente und die Wirkung auf den Zuschauer. Doch gerade diese vermeintlichen Stärken des Films werden auch in Abrede gestellt. So bemängelte ein Kritiker, dass eine „Vielzahl bedeutungsschwangerer Dialoge, gekreuzt mit surrealen Einschüben und massenweise Goreeffekten noch lange keinen künstlerisch wertvollen Film“ machen.
Andere Rezensionen bemängelten, man würde dem Film anmerken, dass es sich um eine Low-Budget-Produktion handle, bei dem die Handlung zu zusammenhanglos sei.
Die Rezensoren sind sich jedoch einig, dass man der zweigleisig angelegten Handlung nur mit Mühe folgen kann und der oft als bizarr bezeichnete Film als umstritten gilt, weil er harte Gewaltszenen enthält und schnell eine verstörende Wirkung entwickelt. Zumindest Zuschauer, mit einer Affinität zu Splatter und Gore kommen dabei auf ihre Kosten.